# Сайгонский договор (1862)

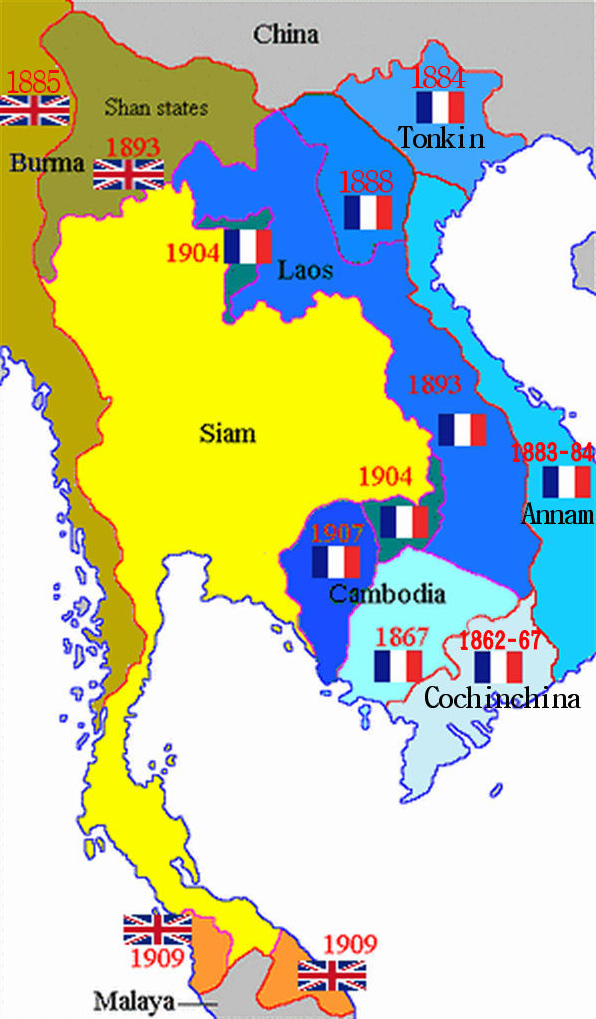
Экспансия европейских держав в Индокитае

Сайгонский договор, также вьетнамо-франко-испанский договор 1862 года — мирный договор, подписанный 5 июня 1862 года в Сайгоне. Завершил первый серьёзный военный этап (1858—1862) конфликта между Вьетнамом и Францией, которую также поддержала Испания.

## Содержание
Договор фактически представлял собой первое кабальное соглашение, которое Франция, в лице колониального администратора Кохинхины Луи Адольфа Бонара, смогла навязать правящей династии Вьетнама — Нгуенам. Согласно ему, Франция аннексировала три южные провинции Зядинь, Диньтыонг, Бьенхоа, остров Кондао, которые составили французскую колонию Кохинхина; получила контрибуции в размере 20 млн франков (4 миллиона мексиканских пиастров), добилась права свободной торговли в портах Дананг, Балак, Куанган на реке Меконг, а также существенно расширила доступ католических миссионеров в страну. Кроме прочего, Аннам уступил Франции свои права на Камбоджу. Франция тут же начала сооружать Сайгонский порт. Таким образом, Сайгонский договор создал максимально благоприятные условия для дальнейшего закабаления страны, так как новый виток франко-вьетнамской войны начался уже в 1867 году. Завершил его второй Сайгонский договор 1874 года. В условиях неопределённости верховной вьетнамской власти, основным народным методом борьбы с французами было партизанское движение. Вьетнамо-франко-испанский договор 1862 года был официально заменён договором 1874 года «О мире и союзе».